# Cryptantha phacelioides
Cryptantha phacelioides är en strävbladig växtart som först beskrevs av Dominique Clos, och fick sitt nu gällande namn av Karl Friedrich Carlos Federico Reiche. Cryptantha phacelioides ingår i släktet Cryptantha, och familjen strävbladiga växter. Inga underarter finns listade i Catalogue of Life.